# Ewald Sasse

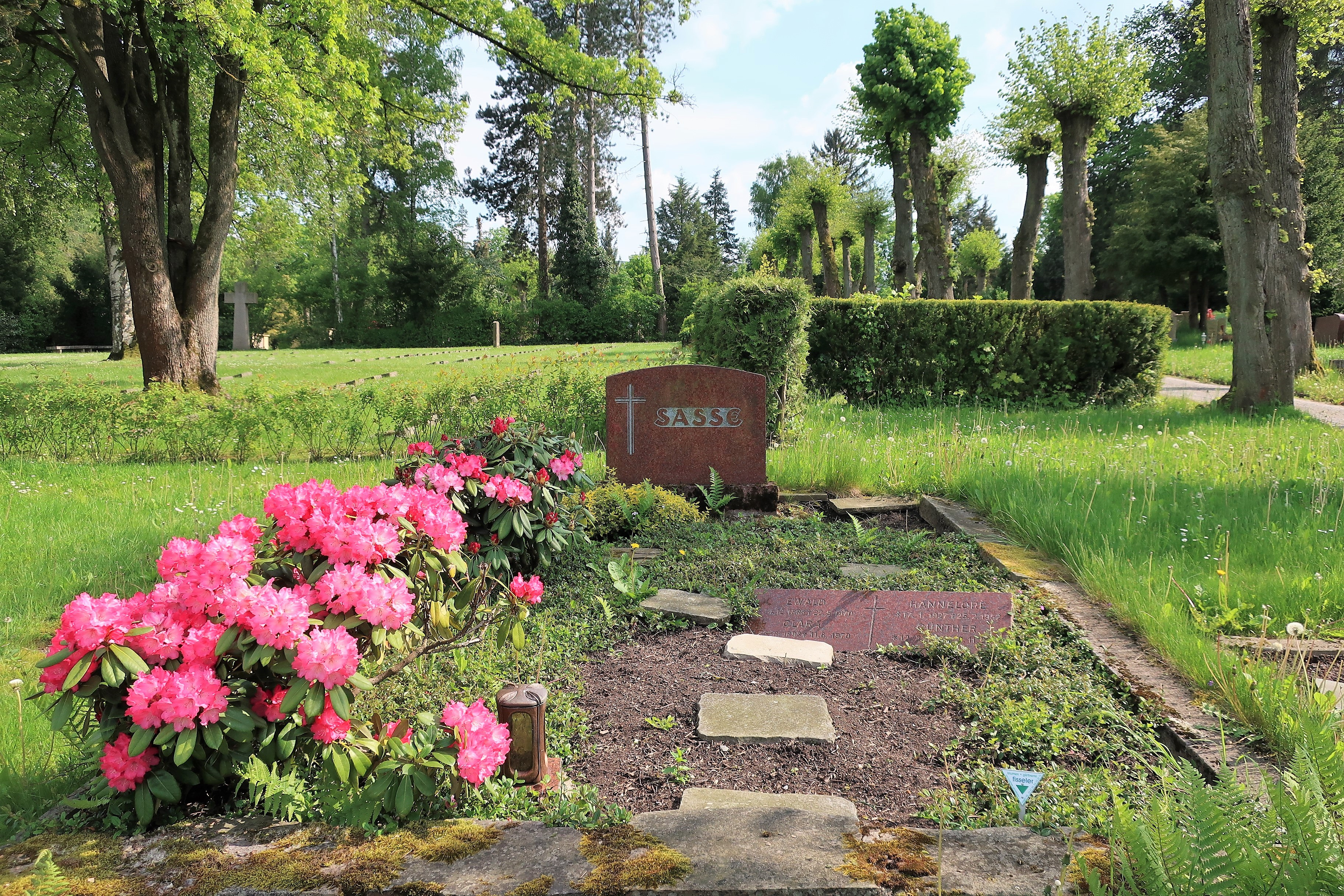
Ruhestätte Ewald Sasse auf dem Hagener Remberg-Friedhof

Ewald Sasse (* 24. Dezember 1888 in Hagen; † 22. Mai 1970 ebenda) war Oberbürgermeister und Oberstadtdirektor der Stadt Hagen (CDU).

## Leben
Als ehemaliger Stadtdirektor wurde Sasse am 18. Mai 1945 kommissarisch zum Hagener Oberbürgermeister ernannt. Dieses Amt übte er bis 1946 hauptamtlich aus. Zudem wurde er Ende November 1945 zum ersten Oberstadtdirektor der Stadt Hagen gewählt. Da eine Trennung der Ämter von der damaligen Besatzungsmacht gewünscht wurde, entschied sich Sasse für das Amt des Oberstadtdirektors. 1946 löste ihn deshalb Fritz Steinhoff als Oberbürgermeister ab. Sasse blieb bis Ende 1954 Oberstadtdirektor und prägte mit Steinhoff in Hagen den Neubeginn nach dem Zweiten Weltkrieg. Ewald Sasse war Mitglied der CDU und saß 1953/1954 sowie von 1957 bis 1961 für die Stadt Hagen in der Landschaftsversammlung Westfalen-Lippe. Am 26. Oktober 1967 wurde er zum Ehrenbürger der Stadt Hagen ernannt.
Ewald Sasse verstarb im Mai 1970 im Alter von 81 Jahren. Seine letzte Ruhe fand er auf dem Hagener Remberg-Friedhof.